# Leo Baerwald
Leo Baerwald (* 20. September 1883 in Saaz, Königreich Böhmen, Österreich-Ungarn; † 8. April 1970 in New York, Vereinigte Staaten) war ein deutsch-böhmischer Rabbiner und Autor.

## Leben und Wirken
Baerwald entstammt einer Familie von Rabbinern und jüdischen Gelehrten. Er war der Sohn des Rabbiners von Saaz, Aron Baerwald und dessen Frau Fanny Baerwald, geborene Lazarus, Tochter des Breslauer Seminarrabbiners Leiser Lazarus. Baerwald besuchte bis zum Abitur 1902 das Wilhelmsgymnasium München in der St.-Anna-Vorstadt von München, wo er 1910 bis 1936 auch Religionslehrer für die jüdischen Schüler war. Er studierte ab dem Jahre 1902 am Jüdisch-Theologisches Seminar Fraenckel’sche Stiftung und an der Schlesischen Friedrich-Wilhelms-Universität in Breslau. 1905 wurde er an der Friedrich-Alexander-Universität in Erlangen mit der Dissertation Die Entwicklung der Lotzeschen Psychologie zum Doktor der Philosophie (Dr. phil.) promoviert. Von 1906 bis 1911 arbeitete er als Hilfslehrer an der Religionsschule I in Breslau. 1911 absolvierte er das Rabbinerexamen am Jüdisch-Theologischen Seminar.
Eine erste Anstellung fand Rabbiner Baerwald im Februar 1911 als Rabbinatssubstitut bei seiner Heimatgemeinde München, wo er sich rasch hohes Ansehen erwarb. Im Ersten Weltkrieg war er 1914 zunächst Armierungssoldat, dann bis Dezember 1917 Feldrabbiner für die bayerischen Soldaten bei der Etappen-Inspektion der 6. Armee an der Westfront. Ende November 1918, wurde er von der Israelitischen Kultusgemeinde in München einstimmig zum Rabbiner gewählt. Baerwald prägte gemeinsam mit dem Zionisten Elias Straus und dem langjährigen Vorsitzenden Alfred Neumeyer maßgebend das jüdische Leben der Gemeinde in der Zwischenkriegszeit.
Von 1918 bis zu seiner Ausreise aus Deutschland im Jahre 1940 (auch noch nach der Zerstörung der Synagoge) war Leo Baerwald Rabbiner der alten Hauptsynagoge von München. Im November 1936 gründete er das Jüdische Lehrhaus und wurde Vorsitzender dessen Kuratoriums. Er war Mitglied der Freien jüdischen Vereinigung
(Mittelpartei).
Baerwald leistete bereits seit 1920 Widerstand gegen den Nationalsozialismus. Im Jahre 1933 wurde er durch die SA entführt und erhielt Morddrohungen. Im November 1938 wurde er im KZ Dachau inhaftiert, woraufhin er sich zur Emigration entschloss. Im März 1940 gelang ihm die Emigration in die USA. Die Israelitische Kultusgemeinde München dankte ihm vor seiner Emigration für seine „Segnungen, die sie durch drei Jahrzehnte von Ihnen erfahren hat in Gottesdienst und Seelsorge in Schule, Wohlfahrt und Verwaltung“.
Gemeinsam mit Rabbiner Isaak Heilbronn gründete Baerwald die Einwanderergemeinde Congregation Beth Hillel in New York. Von 1940 bis zu seiner Pensionierung im Jahr 1955 war er der erste Rabbiner dieser Gemeinde in Washington Heights. Die Gemeinde bestand vorwiegend aus deutschstämmigen jüdischen Emigranten aus München und Nürnberg. Von 1947 bis 1949 war Baerwald Präsident der B’nai B’rith in New York. Er war Mitglied des New York Board of Rabbis. Weiterhin wirkte er als Geistlicher der Jewish Veterans Association. Obwohl liberal, versuchte er alle jüdischen Richtungen zu vereinen. So war es bei Beth Hillel selbstverständlich, dass Männer und Frauen getrennt saßen und dass es keine Orgel gab.
Nach seiner Pensionierung war er Mitglied des Leo Baeck Instituts und Vorstandsmitglied der American Federation of Jews from Central Europe und von Blue Card, einer deutsch-jüdischen Wohlfahrtsorganisation in New York.

## Auszeichnungen
Während des Ersten Weltkrieges wurde Leo Baerwald mit dem bayerischen Militärverdienstorden 4. Klasse und (1916) mit dem Eisernen Kreuz II. Klasse ausgezeichnet.
Baerwald wurde 1965 mit dem Bayerischen Verdienstorden geehrt und bei seinem letzten Besuch in München im Mai 1969 mit der Medaille „München leuchtet“ ausgezeichnet.

## Schriften (Auswahl)
- Die Entwicklung der Lotzeschen Psychologie. Verlag der Koebner'schen Buchhandlung, Breslau 1905; Nachdruck z. B.: Kessinger Pub Co, 2010, ISBN 978-1-168-83536-9.
- Feldbrief. In: Im Deutschen Reich. Zeitschrift des Centralvereins deutscher Staatsbürger jüdischen Glaubens, 20. Jahrgang, Heft 10–12, Berlin 1914, S. 389–392.
- Der Prophetenabschnitt für den Versöhnungstag. Jesaja 57, 14ff., 58. Ein Gruss der Feldrabbiner an die jüdischen Kameraden im Deutschen Heere. Hrsg. vom Verband der Deutschen Juden, Berlin 1915, S. 15–18.
- Ein Feldrabbiner im Granatfeuer. In: Israelitisches Familienblatt. Hamburg, 21. Januar 1915, S. 3.
- Aus meiner Tätigkeit. In: Israelitisches Familienblatt. Hamburg, 31. März 1915, S. 9.
- Jüdische Grabstellen fürs Feld. 1917.
- Ordnung der Gottesdienste an den hohen Feiertagen 5678. 1917.
- Zum Geleit. In: Bayerische Israelitische Gemeindezeitung. Nachrichtenblatt der Israelitischen Kultusgemeinde in München und des Verbandes Bayerischer Israelitischer Gemeinden. Erster Jahrgang, Heft 1, München 1925, S. 1 (Digitalisat in Compact Memory).
- Die Jahrhundertfeier der Universität München. Festpredigt. In: Bayerische Israelitische Gemeindezeitung. Zweiter Jahrgang, Heft 12, München 1926, S. 308–310 (Digitalisat in Compact Memory).
- Die Juden in München vom 12.–18. Jahrhundert. 1928; erneut abgedruckt in: Menorah. Jüdisches Familienblatt für Wissenschaft, Kunst und Literatur. Habrith-Verlags-Gesellschaft, Sechster Jahrgang, Wien, Frankfurt am Main 1928, S. 660 ff. (Digitalisat in Compact Memory).
- Mexiko. In: Central-Verein-Zeitung. Blätter für Deutschtum und Judentum. Organ des Central-Vereins deutscher Staatsbürger jüdischen Glaubens e.V. Siebter Jahrgang, Heft 18, Mosse, Berlin 1928, S. 5 (Digitalisat in Compact Memory).
- Unseren gefallenen Kameraden. Gedenkbuch für die im Weltkrieg gefallenen Münchener Juden. München 1929; Digitalisat in der Freimann-Sammlung.
- Judentum und Christentum. Die Adventspredigten des Kardinals von Faulhaber. In: Central-Verein-Zeitung. 12. Jahrgang, Heft 49, Mosse, Berlin 1933, S. 2 (Digitalisat in Compact Memory).
- Festpredigt zum 50jährigen Jubiläum der Synagoge in München, gehalten in der Synagoge zu München am 5. Sept. 1937 Erew Rosch-Haschonoh 5698. Israelitische Kultusgemeinde, München 1937.
- Mit Ludwig Feuchtwanger: Festgabe, 50 Jahre Hauptsynagoge München, 1887–1937. Israelitische Kultusgemeinde München, München 1937.
- Paul Lazarus. Sein Leben und Wirken in Deutschland. Paul Lazarus Gedenkbuch, 1961, S. 11–20.